# Наташа Шнайдер
Наташа Шнайдер (англ. Natasha Shneider), справжнє ім'я Наталія Михайлівна Шнайдерман, в шлюбі Капустіна, Наташа Капустін (англ. Natasha Kapustin); (нар. 22 травня 1956, Рига — пом. 2 липня 2008, Лос-Анджелес) — радянська і американська музикантка (співачка, клавішниця, композиторка), акторка. В СРСР отримала неперсоніфіковану популярність (ім'я було вилучено з альбому цензурою у зв'язку з еміграцією до США) після запису пісні «З Сафо» для концептуального альбому Давида Тухманова «По волне моей памяти» (1976). У США брала участь у багатьох музичних проєктах, в тому числі в групах Black Russian (з першим чоловіком Сергієм Капустіним і братом Володимиром Шнайдером, які емігрували разом із нею), Eleven (з другим чоловіком Аланом Йоханнесом та екс-барабанщиком групи Red Hot Chili Peppers Джеком Айронсом), Queens of the Stone Age та ін. В 1980-ті роки пробувала себе як акторка; найвідоміша роль — космонавтка Ірина Якуніна у фільмі «Космічна одіссея 2010» (1984). Шнайдер — авторка саундтреку who's In Control для фільму-бойовика «Жінка-кішка» (2004) і співавторка (з Аланом Йоханнесом) саундтреку Time for Miracles до фільму-катастрофи «2012» (2009) у виконанні Адама Ламберта.

## Життєпис
Наталія Шнайдерман народилася 22 травня 1956 року в Ризі в родині баяніста Михайла Шнайдермана і співачки романсів та російських народних пісень Лариси Чиркової. Виросла в Москві, де отримала класичну музичну освіту. Брат Наталії Володимир Шнайдерман був клавішником у вокально-інструментальному ансамблі «Співаючі серця». У досить молодому віці Наталія Шнайдерман почала співати у вокальному тріо «Весна» у складі Державного естрадного оркестру «Сучасник» під керуванням Анатолія Кролла, де крім неї працювали її чоловік Сергій Капустін (сама вона виступала вже під прізвищем чоловіка) і сестра чоловіка Віра Капустіна. В цьому ж оркестрі Наталія Капустіна грала на фортепіано, а Сергій Капустін — на гітарі і перкусії.
Тріо «Весна», або, як його часто називали в професійному середовищі, тріо Капустіних, записувало бек-вокал для різних виконавців. Ігор Іванов, який до цього часу вже працював з «Співаючими серцями», записувався і окремо від ансамблю. З тріо Капустіних як бек-вокаліст він записав свої сольні пісні «Ты со мной» і «Ссора» авторства Анатолія Дніпрова.

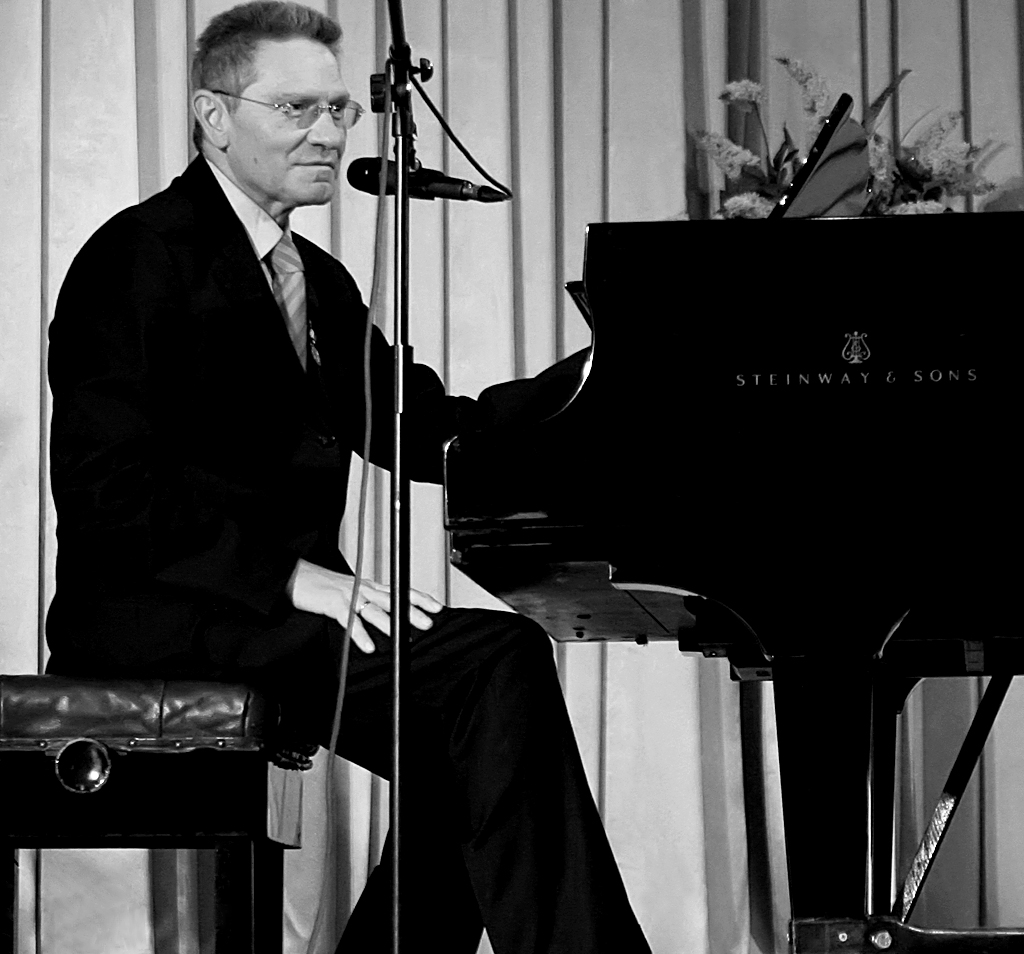
Давид Тухманов. 2007

У 1976 році, завдяки збігу обставин, дев'ятнадцятирічна Наталія Капустіна записала для концептуального альбому Давида Тухманова «По волен моей памяті» пісню «Из Сафо». Дружина Тухманова і фактичний продюсер альбому Тетяна Сашко спочатку планувала записати пісню з солістом вокально-інструментального ансамблю «Акварелі» Мариною Райковою, яка дружила сім'ями з Наталією Капустіною. Але у Райкової були тривалі гастролі, і часу на запис не було. Тоді Сашко запросила Капустіну.
Гітарист В'ячеслав Семенов, який працював разом з Капустіним в «Современнике», згадував, що після того, як вони подали документи на виїзд до США, у них був «важка і довга розмова з Анатолієм Кроллом».
Перед самим від'їздом Наталія Капустіна (вокал), Сергій Капустін (бек-вокал), Віра Капустіна (бек-вокал) та Володимир Шнайдерман (клавішні) з допомогою Віктора Харакідзяна (бас-гітара), Олександра Ольцмана (гітара) і запрошених скрипалів і барабанщика записали в Будинку звукозапису (ДЗЗ) пісню Get Somebody авторства Наталії Капустіної — для показу в США.

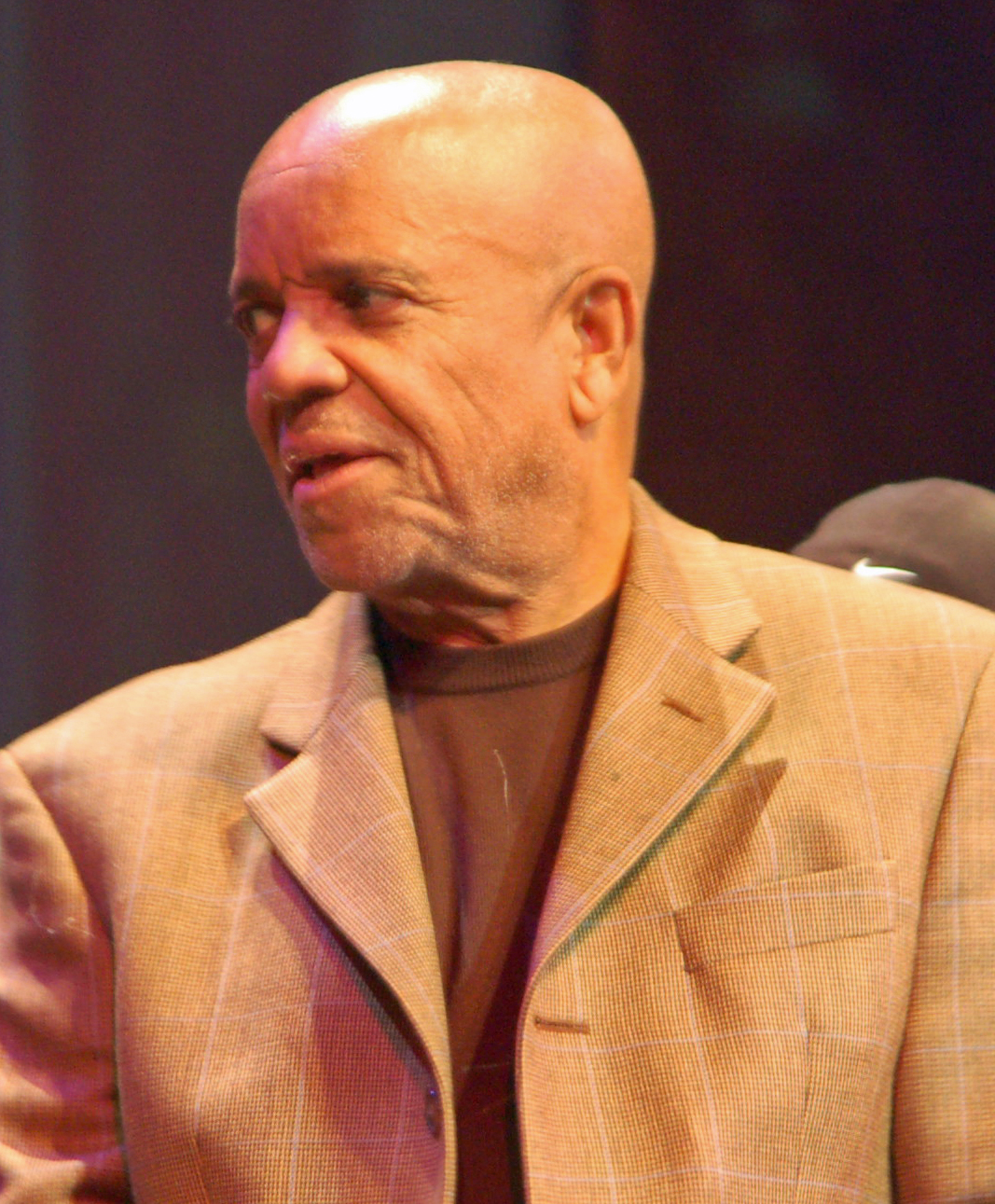
Беррі Горді. 2010

У травні 1976 року Наталія Капустіна, Сергій Капустін і Володимир Шнайдерман приїхали до Нью-Йорк без грошей і зв'язків. Вони знайшли денну роботу, а по вечорах виступали по всьому місту. В 1978 році вони приїхали до Голлівуду, де зустрілися з керівником motown's Studio Operations Гаєм Костою, який, у свою чергу, представив їх засновнику Motown Records Беррі Горді. Результатом зустрічі з Горді стало підписання контракту з лейблом, і це був перший випадок підписання контракту радянського гурту з таким великим лейблом у США. У червні 1980 року група, що отримала назву Black Russian, випустила однойменний альбом в стилі ритм-н-блюз. Наталія Капустіна в групі і на альбомі отримала ім'я Наташа Капустін, а її брат Володимир Шнайдерман — Володимир Шнайдер. Альбом був добре прийнятий журналом Billboard, особливо виділивши пісні Mystified, Leave Me Now (пізніше була випущена у вигляді синглу), Emptiness, New York City і love's Enough. Альбом не мав комерційного успіху, і група Black Russian не отримала продовження. Наташа Капустін та Сергій Капустін, у яких в США народився син Робін, розлучилися, і Наташа, слідом за братом, взяла собі псевдонім, утворений від дошлюбного прізвища Шнайдерман — Наташа Шнайдер.
У 1980-ті роки Наташа Шнайдер пробувала себе як акторка; найбільш відомі її ролі — Ірина Якуніна у фільмі «Космічна одіссея 2010» (1984) і Ванда Якубовська у фільмі Spiker (1986). У 1985 році зіграла в епізоді серіалу «Поліція Маямі: Відділ моралі» (2-й сезон, серія 8) перебіжчицю Лауру Волоськи, колишню акторку й агентку КДБ; її маленький син зіграв дитину героїні від агента ЦРУ.

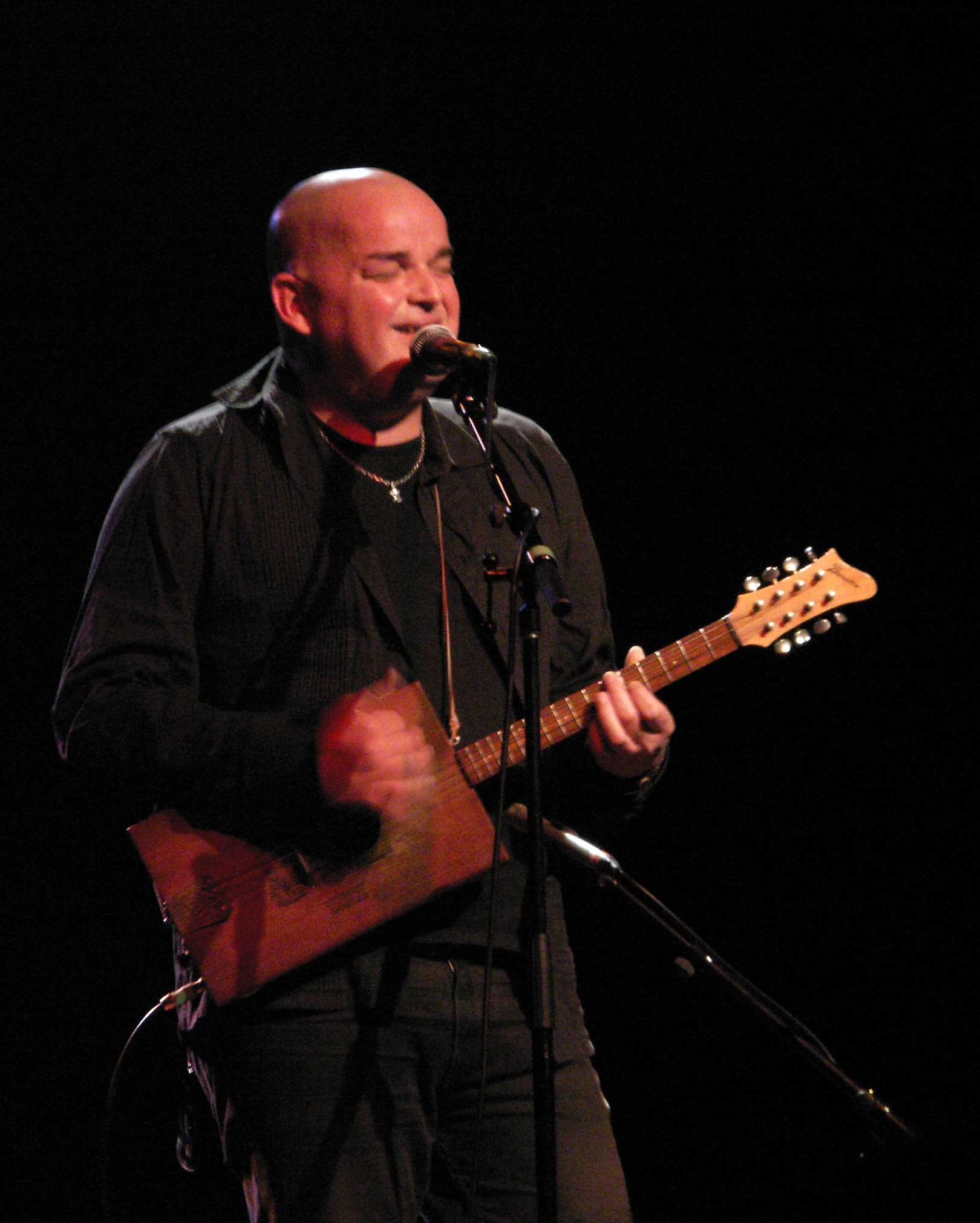
Алан Йоханнес. 2010

У 1987 році Наташа Шнайдер та її другий чоловік Алан Йоханнес випустили сольний альбом Walk the Moon під лейблом MCA Records. У 1990 році до них приєднався барабанщик Джек Айронс (екс-Red Hot Chili Peppers). Новостворена група отримала назву Eleven («Одинадцять») і в тому ж році випустила дебютний альбом" Awake in a Dream. Всього Eleven випустила п'ять альбомів. Запис третього альбому Thunk в 1998 році проходила без Айронса, який став грати з групою Pearl Jam, але до четвертого альбому 2000 року Avantgardedog він повернувся.
Шнайдер і Йоханнес брали участь разом з Джошем Хомме та іншими музикантами в сьомому і восьмому випусках The Desert Sessions. У 1999 році вони з Крісом Корнеллом записували і продюсували перший сольний альбом Корнелла Euphoria Morning. Альбом виявився комерційно неуспішним, хоча сингл Can't Change Me був номінований на Best Male Rock Vocal Performance в 2000 році на Grammy Awards. У 2002 році Шнайдер і Йоханнес брали участь у записі альбому Songs for the Deaf групи Queens of the Stone Age, а в 2005 році приєдналися до гастрольного туру групи на підтримку альбому Lullabies to Paralyze (Йоханнес також брав участь у написанні декількох пісень для цього альбому).
Наташа Шнайдер — автор саундтрека who's In Control для фільму-бойовика «Жінка-кішка» (2004) і співавтор (з Аланом Йоханнесом) фінального саундтреку Time for Miracles для фільму-катастрофи «2012» (2009) у виконанні Адама Ламберта.
Наташа Шнайдер померла від раку 2 липня 2008 року в Лос-Анджелесі.

### Родина
- Батько — Михайло Шнайдерман (нар. 1924), баяніст.
- Мати — Лариса Чиркова (1924—2003), співачка романсів і російських народних пісень.
- Брат — Володимир Шнайдер (англ.  Vladimir Shneider), справжнє ім'я Володимир Михайлович Шнайдерман (1951—2012), радянський і американський музикант, піаніст. Клавішник вокально-інструментального ансамблю «Співаючі серця», групи Black Russian, працював в оркестрі Тома Джонса[10].
- Перший чоловік — Сергій Капустін (англ.  Serge Kapustin) (нар. 1949), радянський і американський музикант.
  - Син — Робін Капустін (англ.  Robin Kapustin) (нар. 1976).
- Другий чоловік — Алан Йоханнес (англ.  Alain Johannes) (нар. 1962), американський музикант.

## Відгуки
Людмила Ларіна в 2014 році згадувала: «З Наташею близько я не була знайома, але бачила на записах, і вона мені подобалася зовні, ну а голос — тим більше. А коли почула її на платівці „По волен моей памяти“, ще більше стала поважати».

## Дискографія
| № | Рік  | Назва                 | Тип носія | Лейбл                | Сингли до альбому                            | Примітки |
| - | ---- | --------------------- | --------- | -------------------- | -------------------------------------------- | --- |
| 1 | 1976 | По волнам моей памяти | LP        | Мелодія              |                                              | Концептуальний альбом Давида Тухманова, в якому Наталія Капустіна (вокал) виконала пісню «З Сафо». Бек-вокал — тріо «Весна» (Наталія Капустіна — Сергій Капустін — Віра Капустіна) в складі Державного естрадного оркестру «Сучасник» під керуванням Анатолія Кролла. |
| 2 | 1980 | Black Russian         | LP        | Motown Records       | Leave Me Now                                 | Єдиний альбом американської групи Black Russian (Наташа Капустін — Сергій Капустін — Володимир Шнайдер). |
| 3 | 1987 | Walk the Moon         | LP        | MCA Records          |                                              | Єдиний альбом дуету Walk the Moon (Алан Йоханнес і Наташа Шнайдер). |
| 4 | 1991 | Awake in a Dream      | LP        | Morgan Creek         | Vowel Movelment (1991), Rainbow's End (1991) | Перший альбом групи Eleven (Алан Йоханнес — Наташа Шнайдер — Джек Айронс). |
| 5 | 1993 | Eleven                | LP        | Hollywood/Third Rail | Reach out (1992), All Together (1993)        | Другий альбом групи Eleven. |
| 6 | 1995 | Thunk                 | LP        | Hollywood            | Why (1995), Tomorrow Speaks (1995)           | Третій альбом групи Eleven. Єдиний альбом Eleven, записаний без Джека Айронса, який в цей час грав у групі Pearl Jam, але потім повернувся. |
| 7 | 2000 | Avantgardedog         | LP        | A&M                  | All Fall Away/You're Not Alone (1999)        | Четвертий альбом групи Eleven. |
| 8 | 2003 | Howling Book          | LP        | Pollen               |                                              | П'ятий і останній альбом групи Eleven. |

## Фільмографія
| Рік  |   | Українська назва                             | Оригінальна назва                                 | Роль             |
| ---- | - | -------------------------------------------- | ------------------------------------------------- | ---------------- |
| 1983 | с | Блюз Гілл-стріт епізод «Росіяни йдуть»       | Hill Street Blues episode The Russians Are Coming | Людмила Мороз    |
| 1984 | ф | Космічна одісея 2010 року                    | 2010: The Year We Make Contact                    | Ірина Якуніна    |
| 1985 | с | Поліція Маямі: Відділ моралі епізод «Бусідо» | Miami Vice episode Bushido                        | Лора Грецькі     |
| 1986 | ф |                                              | Spiker                                            | Ванда Якубовська |

## Пам'ять
- 16 серпня 2008 року група Queens of the Stone Age провела в Театрі Генрі Фонду в Лос-Анджелесі концерт, присвячений Наташі Шнайдер. У концерті також взяли участь Алан Йоханнес, група Tenacious D, Метт Кемерон, Броді Даль, Джессі Хьюз, Кріс Госс, Пі Джей Харві. Вся виручка від концерту пішла на покриття витрат, пов'язаних з хворобою Наташі Шнайдер.
- Пам'яті Наташі Шнайдер ретроспективно присвячена пісня групи «Машина часу» у виконанні Євгена Маргуліса «Новая весна тебя убьёт» (музика Євгена Маргуліса і Олександра Кутікова, слова Андрія Макаревича і Володимира Матецького), написана восени 2006 року (приблизно за півтора року до смерті Шнайдер) і видана в березні 2007 року на альбомі Time Machine. В ній, зокрема, є такі слова: